# Kaztalovka
Kaztalovka (ryska: Казталовка) är en ort i Kazakstan.   Den ligger i oblystet Västkazakstan, i den västra delen av landet, 1 600 km väster om huvudstaden Astana. Kaztalovka ligger 14 meter över havet och antalet invånare är 4 825.
Terrängen runt Kaztalovka är mycket platt.  Trakten runt Kaztalovka är nära nog obefolkad, med mindre än två invånare per kvadratkilometer. Det finns inga andra samhällen i närheten. Trakten runt Kaztalovka består i huvudsak av gräsmarker.